# United States Army Center of Military History
L'United States Army Center of Military History (CMH), Centro di storia militare dell'esercito degli Stati Uniti, è l'ente responsabile di registrare la storia ufficiale dell'esercito sia in pace che in guerra, prestando consulenza allo staff dell'esercito su questioni storiche.